# Hylaeus flavifrons
Hylaeus flavifrons là một loài Hymenoptera trong họ Colletidae. Loài này được W. F. Kirby mô tả khoa học năm 1880.